# Cabassous
Cabassous là một chi động vật có vú trong họ Dasypodidae, bộ Cingulata. Chi này được McMurtrie miêu tả năm 1831. Loài điển hình của chi này là Dasypus unicinctus Linnaeus, 1758, by monotypy.

## Hình ảnh

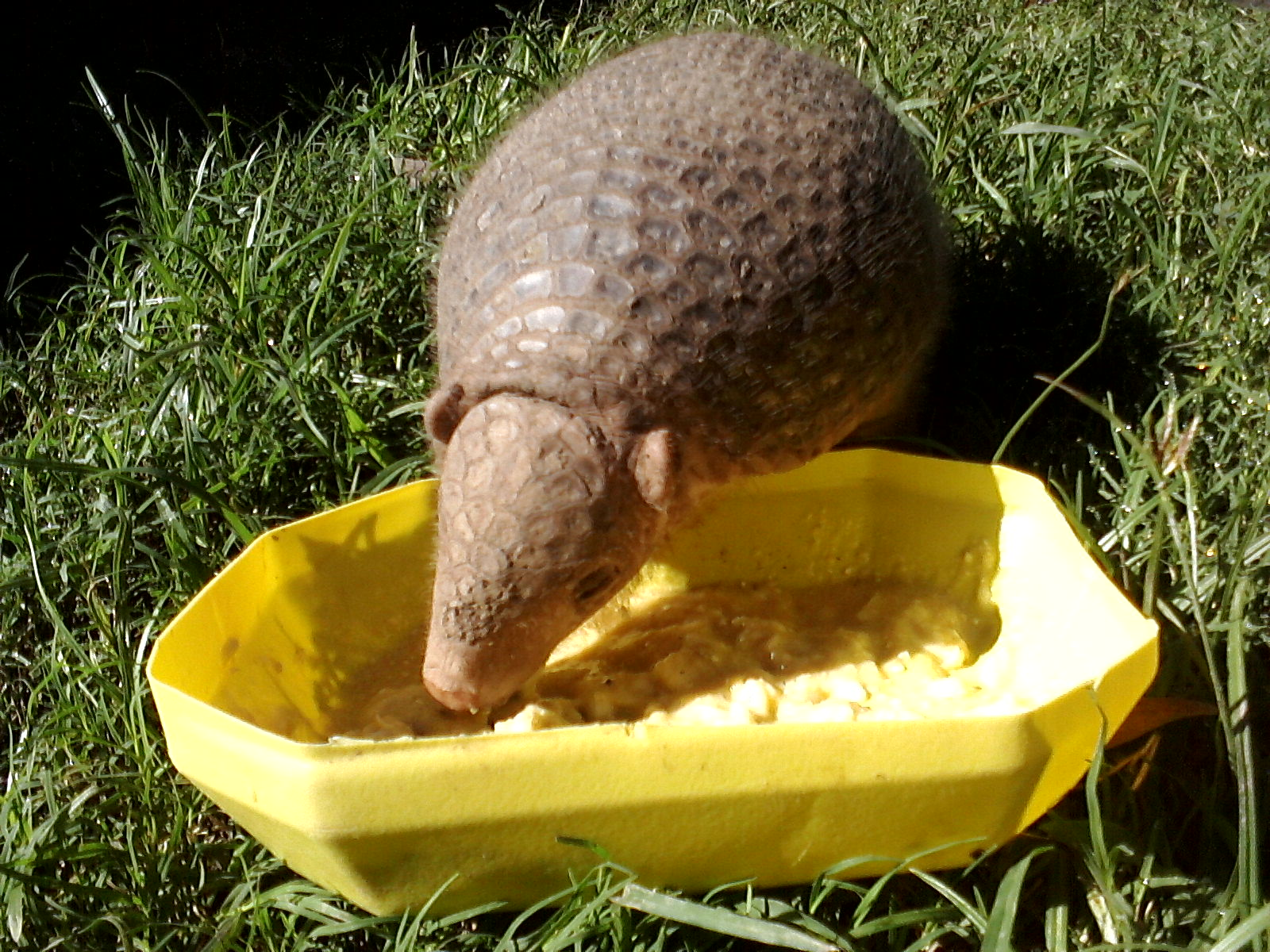
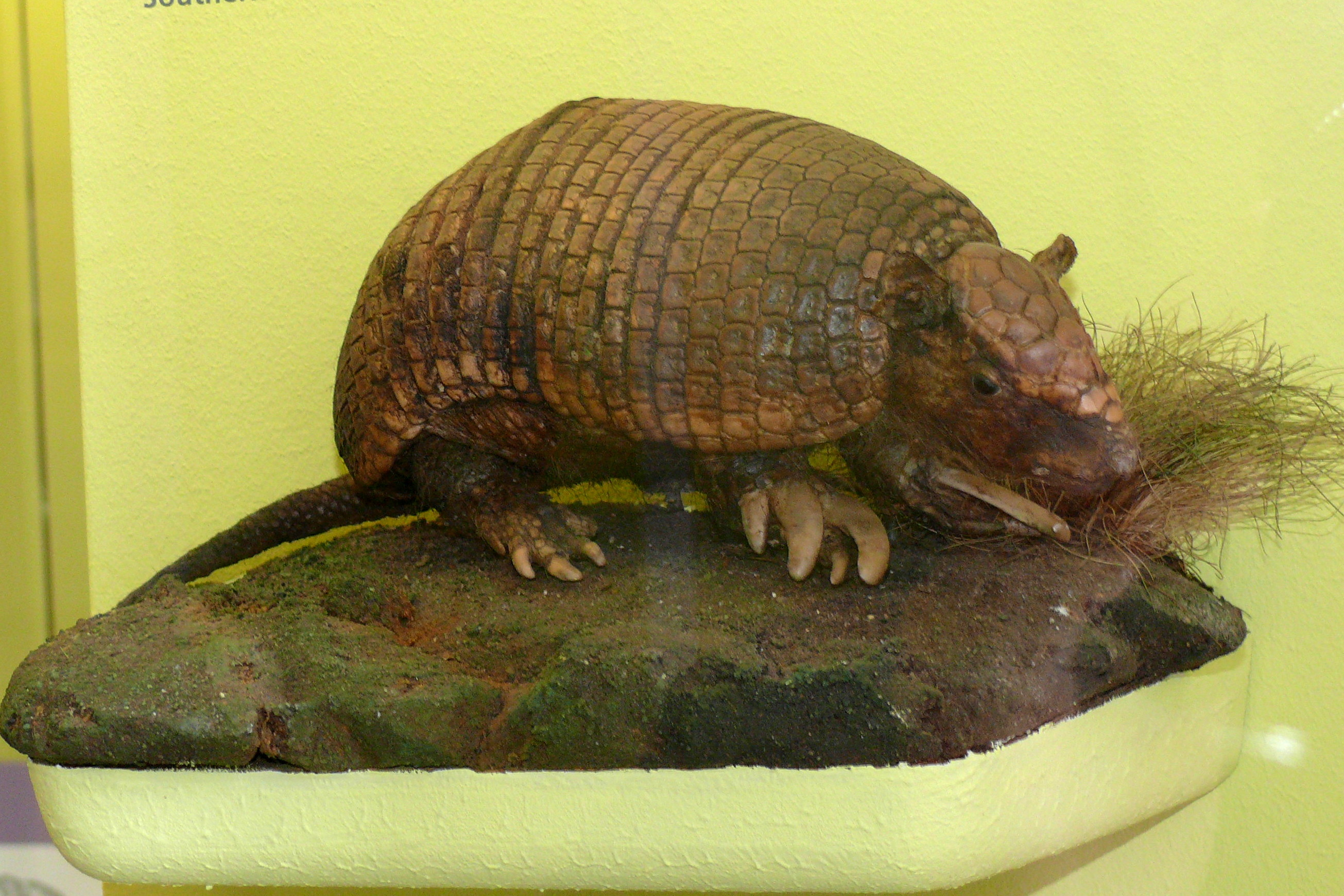
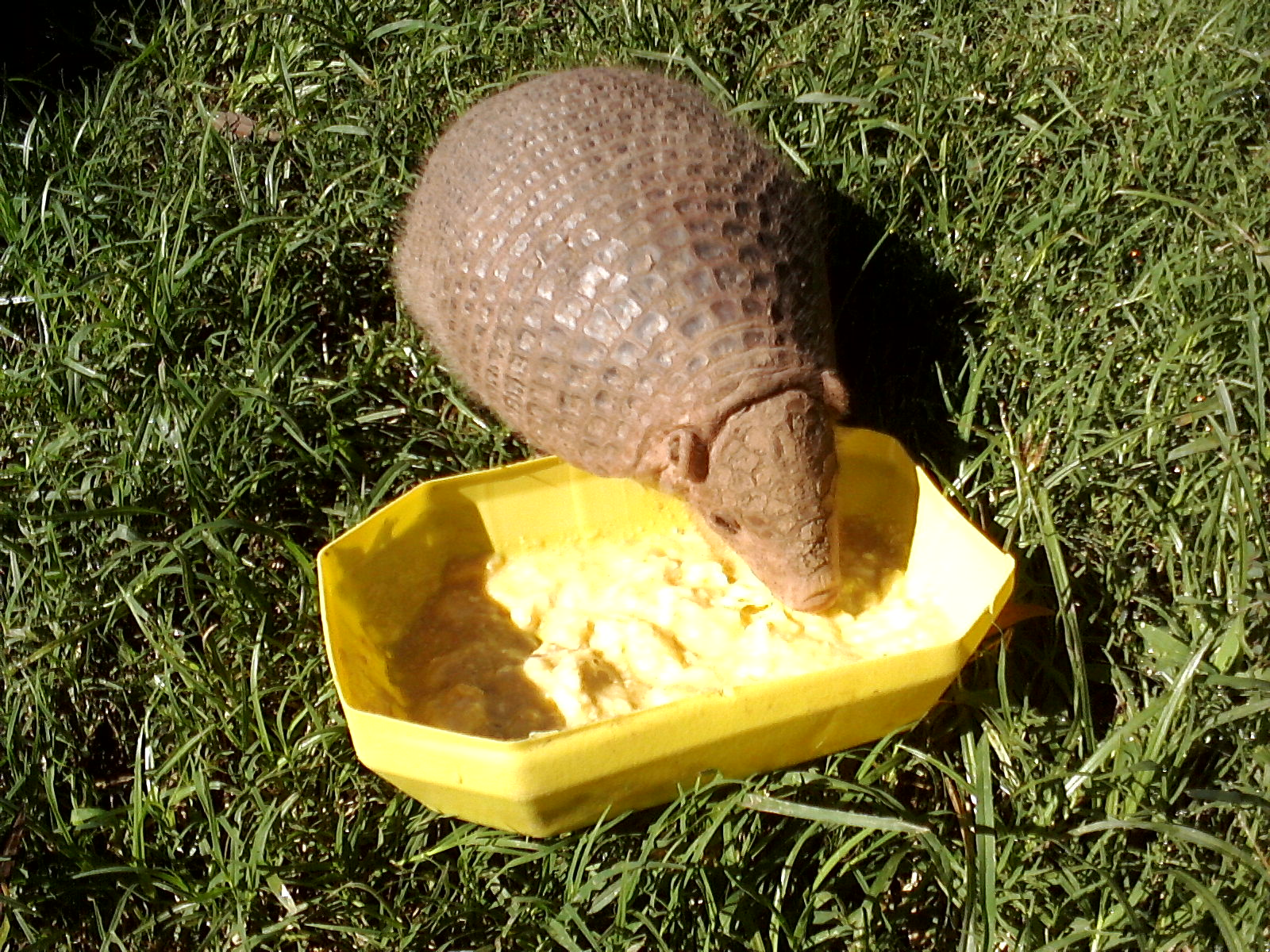

## Các loài
Chi này gồm các loài:
- Cabassous centralis
- Cabassous chacoensis
- Cabassous unicinctus
- Cabassous tatouay